# Batesland
Batesland é uma cidade  localizada no estado norte-americano de Dakota do Sul, no Condado de Shannon.

## Geografia
De acordo com o United States Census Bureau tem uma área de 0,2 km², dos quais 0,2 km² cobertos por terra e 0,0 km² cobertos por água. Batesland localiza-se a aproximadamente 1040 m acima do nível do mar.

### Localidades na vizinhança
O diagrama seguinte representa as localidades num raio de 32 km ao redor de Batesland. 

## Demografia
Segundo o censo norte-americano de 2000, a sua população era de 88 habitantes. 
Em 2006, foi estimada uma população de 98, um aumento de 10 (11.4%).

## Marco histórico
Batesland possui apenas uma entrada no Registro Nacional de Lugares Históricos, o Campo de batalha de Wounded Knee, designado como marco em 15 de outubro de 1966. Também é um Marco Histórico Nacional designado em 21 de dezembro de 1965.